# 蒲窝镇
蒲窝镇，是中华人民共和国甘肃省平凉市灵台县下辖的一个乡镇级行政单位。
2016年，甘肃省民政厅批复同意撤销蒲窝乡，设立蒲窝镇。

## 行政区划
蒲窝镇下辖以下地区：
关庄村、宁子村、任家坡村、韩家洼村、五星村、郑家洼村、青山村、塔贤村、蒲窝村和新庙村。